# Alco (Automarke)
Alco war eine US-amerikanische Marke für Automobile.

## Markengeschichte
Die American Locomotive Company war ein Hersteller von Lokomotiven mit Hauptsitz in Schenectady im US-Bundesstaat New York und weiteren Werken an anderen Standorten. 1909 wurde in Providence in Rhode Island zusätzlich die Fertigung von Personenkraftwagen und Nutzfahrzeugen aufgenommen. Der Markenname lautete Alco. Ab 1912 gab es eine Verbindung zur Crane Motor Car Company. Am 22. August 1913 berichtete The New York Times über Gerüchte, dass die Produktion eingestellt werden solle. Der Hersteller hatte die Zahlen geprüft und  festgestellt, dass mit jedem Fahrzeug 460 US-Dollar Verlust gemacht wurde, daraufhin endete die Produktion.
Eine Quelle für Pkw gibt etwa 5000 Fahrzeuge an. Eine Nutzfahrzeugquelle nennt etwa 1000 Lastkraftwagen. Daraus ist nicht klar erkennbar, ob diese 1000 in den genannten 5000 enthalten sind. Allerdings nennt eine andere Quelle 4000 Pkw plus 1000 Lkw.
Mindestens vier Automobile sind erhalten geblieben, darunter ein Rennwagen. Im Hays Antique Truck Museum ist ein Lkw ausgestellt.

## Personenkraftwagen

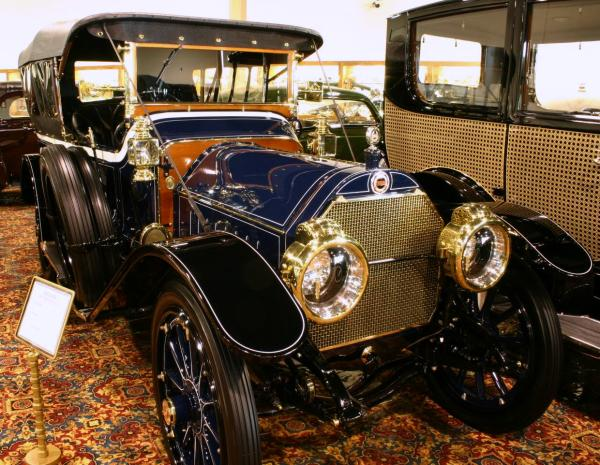
Alco Six von 1912

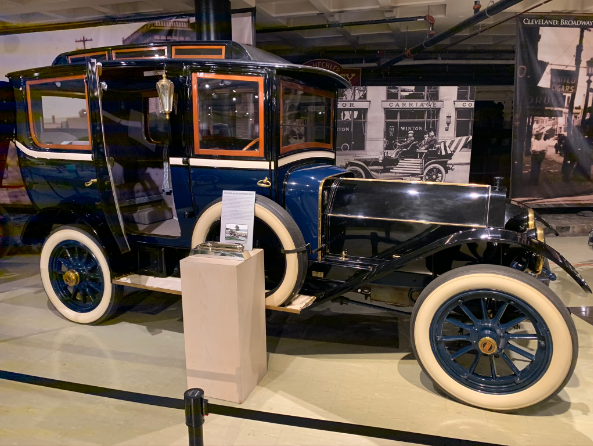
Alco Six von 1913

Während der gesamten Bauzeit standen drei bis vier Modelle zur Auswahl. Sie änderten sich in den technischen Daten nur wenig von Jahr zu Jahr. Die Fahrzeuge waren aufwändig in der Herstellung und dementsprechend teuer.
1909 gab es laut einer Quelle drei Modelle. Der 22 HP hatte einen Vierzylindermotor, der mit 22 PS angegeben war, 112 Zoll Radstand und Aufbauten als Limousine und Landaulet mit jeweils sechs Sitzen. Darüber rangierte der 40 HP oder Model 40 mit einem Vierzylindermotor und 126 Zoll Radstand als siebensitziger Tourenwagen. Bei ihm ergaben 4¾ Zoll Bohrung und 5,5 Zoll Hub 6388 cm³ Hubraum. Der 60 HP oder Model 60 hatte einen Sechszylindermotor, 134 Zoll Radstand und ebenfalls eine siebensitzige Tourenwagenkarosserie. Die Zylinderabmessungen waren identisch zum mittelgroßen Modell, was 9583 cm³ Hubraum ergab.
1910 kamen Model 16 mit vier Zylindern und 104 Zoll Radstand als Landaulet-Taxi sowie Model 22 mit vier Zylindern und 112 Zoll Radstand als Town Car dazu. Eine andere Quelle fasst diese Modelle zusammen und gibt einheitlich 100,0125 mm Bohrung, 4 3/8 Zoll Hub, 3492 cm³ Hubraum und 16 PS an. Der 40 HP blieb unverändert, während der 60 HP nun Six genannt wurde. Beide waren in diesem Jahr als Tourenwagen mit sieben Sitzen, Toy Tonneau, Runabout, Limousine und Landaulet erhältlich.
1911 war das kleinste Fahrzeug der Sixteen, der das Model 16 des Vorjahres ablöste. Eine andere Quelle nennt es 22 HP Model 16. Ein verlängerter Hub von 4¾ Zoll ergab 3791 cm³ Hubraum und 22 PS Leistung. Der 40 HP wurde laut einer Quelle zum Forty und war als Tourenwagen mit sieben Sitzen, Toy Tonneau und Landaulet erhältlich. Eine vergrößerte Bohrung von 5 1/8 Zoll ergab 7437 cm³ Hubraum. Die Angabe, dass es nun ein Sechszylindermotor gewesen sei, ist offensichtlich falsch, da dann der Hubraum entsprechend größer wäre. Der Six wurde laut einer Quelle zum Sixty, der nun als Limousine, Tourenwagen mit sieben Sitzen, Runabout, Landaulet und Toy Tonneau erhältlich war.
1912 entfiel das kleinste Fahrzeug. Four und Six, wie die verbliebenen Modellen nun laut einer Quelle genannt wurden, waren jeweils mit den Aufbauten Tourenwagen, Toy Tonneau, Runabout, Limousine, Landaulet und Berline erhältlich.
1913 beschränkte sich das Sortiment auf das Sechszylindermodell, das nun entweder Six oder 54,1 HP Model 11/60 hieß. Der Radstand wurde um ein halbes auf 133,5 Zoll verkürzt. Überliefert sind Tourenwagen mit fünf und sieben Sitzen, Colonial-Limousine und Berline-Limousine.
Zusammen mit Crane entstanden drei Prototypen eines Light Six. Genannt wird ein Sechszylindermotor mit etwa 6,2 Liter Hubraum und 70 PS Leistung. Die Fahrzeuge sollten nur etwa die Hälfte der 60-PS-Modelle kosten. Eine Abbildung zeigt einen Tourenwagen.
| Jahr | Modell   | Zylinder | Leistung (PS) | Radstand (cm) | Aufbau                                                                            |
| ---- | -------- | -------- | ------------- | ------------- | --------------------------------------------------------------------------------- |
| 1909 | 22 HP    | 4        | 22            | 284           | Limousine 6-sitzig, Landaulet 6-sitzig                                            |
| 1909 | 40 HP    | 4        | 40            | 320           | Tourenwagen 7-sitzig                                                              |
| 1909 | 60 HP    | 6        | 60            | 340           | Tourenwagen 7-sitzig                                                              |
| 1910 | Model 16 | 4        | 16            | 264           | Landaulet-Taxi                                                                    |
| 1910 | Model 22 | 4        | 22            | 284           | Town Car 5-sitzig                                                                 |
| 1910 | Model 40 | 4        | 40            | 320           | Tourenwagen 7-sitzig, Toy Tonneau, Runabout, Limousine, Landaulet                 |
| 1910 | Six      | 6        | 60            | 340           | Tourenwagen 7-sitzig, Runabout, Toy Tonneau, Landaulet, Limousine                 |
| 1911 | Sixteen  | 4        | 16            | 264           | Landaulet-Taxi                                                                    |
| 1911 | Forty    | 6        | 40            | 320           | Toy Tonneau, Tourenwagen 7-sitzig, Landaulet                                      |
| 1911 | Sixty    | 6        | 60            | 340           | Limousine, Tourenwagen 7-sitzig, Runabout, Landaulet, Toy Tonneau                 |
| 1912 | Four     | 4        | 40            | 320           | Tourenwagen, Toy Tonneau, Runabout, Limousine, Landaulet, Berline                 |
| 1912 | Six      | 6        | 60            | 340           | Tourenwagen, Toy Tonneau, Runabout, Limousine, Landaulet, Berline                 |
| 1913 | Six      | 6        | 60            | 339           | Tourenwagen 7-sitzig, Colonial Limousine, Berline Limousine, Tourenwagen 5-sitzig |

Quelle:

## Rennsport

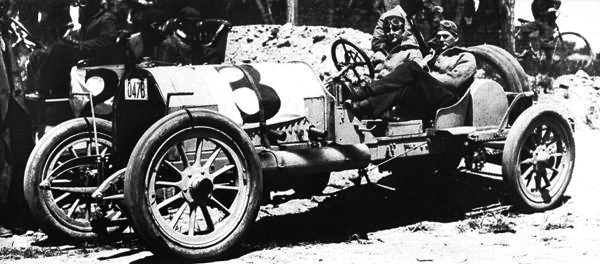
Rennwagen von 1909

Harry Grant gewann 1909 und 1910 den Vanderbilt Cup mit einem Alco.
Der Rennwagen wurde Black Beast genannt. Er hatte einen Sechszylindermotor mit T-Kopf. 130,175 mm Bohrung und 139,7 mm Hub ergaben 11.155 cm³ Hubraum. Als Leistung sind 100 PS angegeben. Die Motorleistung wurde über ein Vierganggetriebe und zwei Ketten an die Hinterachse übertragen. Das Fahrgestell hatte 340 cm Radstand. Als Höchstgeschwindigkeit sind 195 km/h angegeben.

## Nutzfahrzeuge
Genannt werden Lkw in vier Größen. Einheitlich war die Position des Führerhauses oberhalb von Vorderachse und des Vierzylindermotors, Vollgummireifen und Kraftübertragung mittels einer Kette. Das kleinste Modell bot zwei Tonnen Nutzlast. Der 4-Zylinder-Motor mit 4,5 Zoll Bohrung und 5,5 Zoll mm Hub hatte 5734 cm³ Hubraum und leistete 32 PS. Das nächstgrößere Modell hatte 3,5 Tonnen Nutzlast. Darüber gab es noch einen Fünftonner und eine Ausführung mit 6,5 Tonnen Nutzlast. Diese drei Modelle hatten ebenfalls einen 4-Zylinder-Motor mit jedoch 5 Zoll Bohrung, 6 Zoll Hub, 7722 cm³ Hubraum und 40 PS Leistung.
Eine andere Quelle nennt 284 cm Radstand für das kleinste Modell, 320 cm für das nächstgrößere Modell und 366 cm für die beiden großen Modelle.
Aufsehen erregte im Sommer 1912 eine Fahrt von Philadelphia nach Petaluma über 4145 Meilen (6669 km) mit 3 Tonnen Ladung.